# Tochigiyama Moriya

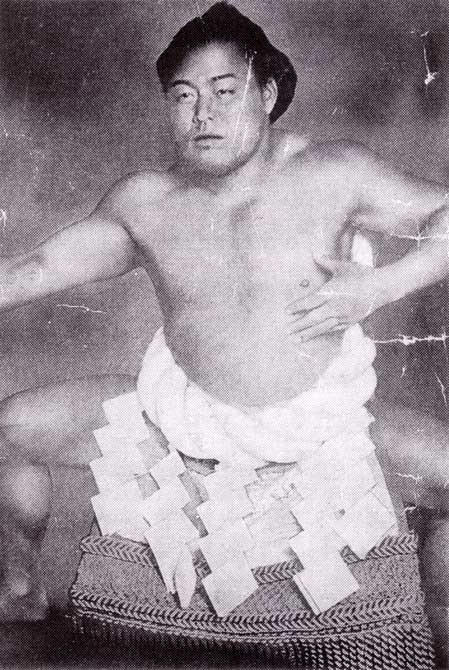
Tochigiyama Moriya

Tochigiyama Moriya (jap. 栃木山 守也, eigentlich: Yokota (später Nakata) Moriya (横田(中田) 守也); * 5. Februar 1892 im Bezirk Shimotsuga der Präfektur Tochigi; † 3. Oktober 1959) war ein japanischer Sumōringer und der 27. Yokozuna.
Tochigiyama war der Sohn eines Ladenbesitzers, verfügte bereits als Jugendlicher über eine ausgesprochen kräftige Statur und war sehr sportlich und ein ausgezeichneter Schwimmer. Er strebte ursprünglich eine Karriere als Offizier in der kaiserlichen Marine an, besuchte aber nach Abschluss der Mittelschule eine Militärakademie, um ins kaiserliche Heer einzutreten. Da er zum Reiten wohl zu dick war, wie er später selbst einmal sagte, aber bereits als Schüler als Judokämpfer brillierte, entschloss er sich, lieber als Sumōkämpfer sein Glück zu versuchen. Der Yokozuna Hitachiyama schickte ihn zum ehemaligen Ringer Hanaregoma, der ihn für gut befand und weiterempfahl, so dass Tochigiyama zur Ausbildung nach Tokio ging. Als Ringer des Dewanoumi-Beya, der bereits damals der größte Ringerstall war und den ab 1914 Hitachiyama leitete, wurde Tochigiyama zu einem der wichtigsten Sumōkämpfer des frühen 20. Jahrhunderts.
Im Jahr 1911 begann Tochigiyama seinen steilen Aufstieg durch die Ränge, erreichte 1914 die Jūryō- und 1915 die Makuuchi-Division. In den sieben Turnieren, die er dafür brauchte, unterlag er nur zweimal. Im Mai 1916 besiegte er den Yokozuna Tachiyama, den damals stärksten Kämpfer, zum ersten Mal, und beendete damit dessen Siegesserie von 56 gewonnenen Begegnungen. Seine Erfolge gegen die Spitzenringer der Division konnte er in der nächsten Saison wiederholen, als er nicht nur wieder über Tachiyama triumphierte, sondern auch zwei Kämpfe gegen einen anderen Yokozuna dieser Zeit, Ōtori, für sich entscheiden konnte. Durch diese Erfolge hatte sich Tochigiyama etabliert und wurde im Januar 1917 zum Ōzeki ernannt. Genau ein Jahr darauf folgte die Beförderung zum Yokozuna des Tokioter Verbands und das bei einer Größe von nur 1,72 m und einem Gewicht von gerade einmal 105 kg. 1925 beendete er seine Karriere, in deren gesamten Verlauf er nur 23 Niederlagen erlitten hatte und neun Turniersiege in der obersten Division hatte feiern können. Er setzte danach seine Laufbahn im Sumōverband als Kasugano Oyakata fort.